# 현충시설
현충시설(顯忠施設)이란 독립유공자 · 국가유공자 · 참전유공자등과 같이 국가를 위하여 공헌하거나 희생하신 분들의 공훈 및 희생정신을 기리기 위한 건축물 · 조형물 · 사적지(史跡地) 또는 국가유공자의 공헌이나 희생이 있었던 일정한 구역 등으로서 국민의 애국심을 함양함에 상당한 가치가 있다고 인정되는 것을 말한다.

## 연혁
현충시설은 1995년 광복 50주년을 맞이하여 순국선열 및 애국지사에 대한 기념물의 설치요구가 관련 단체로부터 접수되어 국가보훈부에서는 그 분들의 공적비 설치를 지원함으로써 시작되었다. 2001년에는 참전시설에 대한 지원을 시작하게 되어 업무영역이 독립운동 분야에서 국가수호 분야까지 확대되었다.
2002년 1월 26일 「국가유공자 등 예우 및 지원에 관한 법률」에 현충시설의 장(제8장의 2)을 신설하여 현충시설에 대한 용어의 개념을 정립하고 관리자를 지정하며, 현충시설의 지정과 해제를 명시하였다. 이에 따라 하위 법령도 마련하여 대통령령인 「현충시설의 지정·관리 등에 관한 규정」과 총리령인 「현충시설의 지정·관리 등에 관한 규정 시행규칙」을 2002년 3월 30일에 제정하였다. 이어서 세부적인 행정절차를 명시한 국가보훈부 훈령인 「현충시설 관리지침」도 2003년 2월 24일 제정함으로써 법령 체계를 갖추게 되었다. 제정된 법규정에 따라 현충시설심의위원회를 구성하여 현충시설을 지정하고, 현충시설의 관리자도 함께 지정하여 관보 공고를 거쳐 국민에게 알리고 있다. 2011년 3월 현재 지정된 현충시설은 1,695개소에 이른다.
지방자치단체의 역할을 명확히 하기 위하여 2005년에 신설된 국가보훈기본법에 국가와 지방자치단체의 책무 조항을 신설하였으며, 국가보훈부에서는 현충시설 활성화 기본계획을 수립하고 업무 영역도 현충시설 건립, 안내판 설치 및 개보수, 현충시설 활성화, 현충시설의 지정 및 해제 등으로 현충시설관리 분야에 국가 기능을 명시하였다. 또한, 독립기념관이 문화관광부에서 국가보훈부로 이관되어 전국 현충시설의 전시 관리 기능에 대한 자문이 가능해지게 됨에 따라 독립기념관 사무처장을 회장으로 하는 「현충시설 운영 실무협의회」를 구성하여 전국 58개 기념관(2011년 3월 현재) 관리자가 회원으로 참여하여 현충시설 활성화 방안에 대한 연구 검토를 시작하였다.
또한, 새로운 관리방안으로 「1현충시설 - 1기업체·1학교」결연사업을 추진하고 2008년 숭례문 방화 사건을 계기로 「현충시설 지킴이 활동」을 전개하는 등 국가보훈부에서는 현충시설을 효율적으로 관리하기 위해 노력하고 있다.